# Nabucco (gazoduc)
Pour les articles homonymes, voir Nabucco (homonymie).

Tracé du Nabucco.

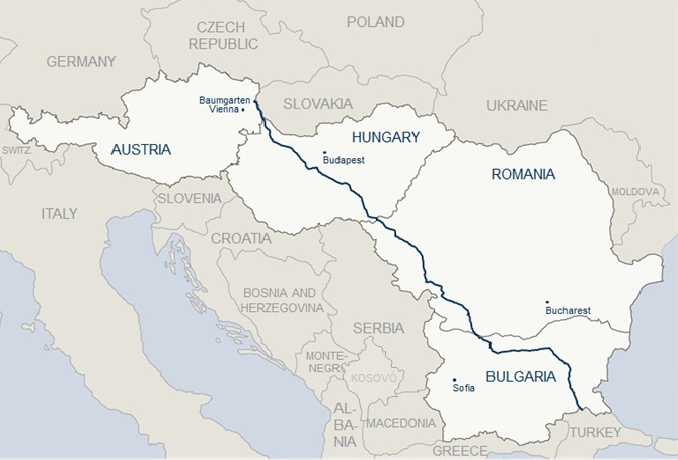
Tracé du Nabucco West.

Nabucco est un projet de gazoduc initié en 2002 et abandonné. Il devait relier l'Iran et les pays de la Transcaucasie à l'Europe centrale. Soutenu par l'Union européenne (UE), il devait permettre à partir de 2017 de diversifier les sources d'approvisionnement énergétique de l’Europe, notamment d'un pays comme la Hongrie, qui dépend à 80 % du gaz russe. 
Finalement abandonné au profit d'un projet beaucoup plus modeste n'apportant que 16 milliards de mètres cubes sur les marchés européens, il est remplacé par le corridor énergétique austral qui a pour conséquence d'augmenter, plutôt que remplacer, la part de gaz russe.

## Description
D'une longueur de 3 300 km, il aurait une capacité maximale de 31 milliards de mètres cubes de gaz. Son coût, initialement prévu à 7,9 milliards d'euros, s'élèverait à 12-15 milliards. Sa position au cœur de la Turquie permet au gazoduc d'être éventuellement relié, à terme, aux réseaux de transport syrien et surtout irakien.
Un accord intergouvernemental entre la Turquie, la Bulgarie, la Roumanie, la Hongrie et l’Autriche a été signé le 13 juillet 2009.
Nabucco est en concurrence directe avec le projet South Stream, un gazoduc qui devrait être construit par le consortium de Gazprom (Russie) et ENI (Italie) en 2015. South Stream est également soutenu par la Turquie.
En décembre 2011, la Turquie et l'Azerbaïdjan annoncent simultanément la mise en place du gazoduc transanatolien, qui absorbera le gaz de Shah Deniz, initialement envisagé pour Nabucco ; et d'autre part la Russie et la Turquie annoncent un accord sur la traversée des eaux territoriales turques par South Stream, rendant la construction de Nabucco peu probable.
Nabucco West est un projet de gazoduc reliant la frontière turco-bulgare à l'Autriche. L'objectif du projet est d'acheminer vers l'Europe les ressources gazières du gissement de Shah Deniz 2, situe en Azerbaïdjan. Il s'agit d'une modification de projet initial Nabucco qui était de courir à partir d'Erzurum en Turquie à Baumgarten an der March en Autriche. Le nouveau Nabucco West hérite d'un tracé moins long et donc est devenu moins coûteux. La construction de Nabucco-West dépend de la décision de l'itinéraire d'exportation de gaz par le consortium Shah Deniz, qui devrait être prise avant le 30 juin 2013. S'il est construit, Nabucco-West devrait être opérationnel d'ici 2018.
Le projet Nabucco est soutenu par l'Union européenne et les États-Unis. Le gazoduc Nabucco est désigné comme un projet d'une importance stratégique dans le cadre de  réseau transeuropéen de transport (RTE-T).
Un des objectifs du projet est de mieux relier l'Union européenne aux sources de gaz naturel de la mer Caspienne et des régions du Moyen-Orient. Un autre but est de diversifier ses approvisionnements énergétiques actuels ainsi que les itinéraires de livraison pour l'Europe, réduisant ainsi la dépendance européenne à l'énergie russe.
Les différends du gaz entre la Russie et l'Ukraine ont été l'un des facteurs à l'origine de la recherche de fournisseurs et itinéraires alternatifs.
Par ailleurs, selon la Commission européenne, la demande européenne de gaz devrait passer de 502 milliards de mètres cubes en 2005 à 815 milliards de mètres cubes en 2030, ce qui signifierait que la seule Russie ne serait pas en mesure de répondre à la demande.

## Actionnaires
Le projet est développé par la société Nabucco Gas Pipeline International GmbH, fondée en 2004 à  Vienne.
La direction de l'entreprise est assurée par Reinhard Mitschek, issu de la firme autrichienne OMV.
Il a été développé par la société Nabucco Gas Pipeline International GmbH, fondée en 2004 à Vienne. Six compagnies énergétiques soutiennent ce projet alors qu'elles ne participent pas au remplissage du gazoduc. Les principaux actionnaires en sont :
- OMV (Autriche) ;
- MOL (Hongrie) ;
- Transgaz (Roumanie) ;
- Bulgarian Energy Holding (Bulgarie) ;
- BOTAŞ (Turquie).

Initialement, chacun des actionnaires détenait 16,67 % des parts de la société. 
Gaz de France était intéressé pour prendre une participation dans le gazoduc mais le gouvernement turc l'en a écartée en réponse à la reconnaissance par l'État français du génocide arménien. Néanmoins, à la faveur de l'année de la Turquie en France et la venue du président turc, Abdullah Gül, les autorités turques ne sont plus opposées dans le principe à la participation du groupe français GDF Suez au projet.
En 2010, la concurrence de Nord Stream et South Stream, et la dépression économique font que les clients de ce gazoduc ne sont toujours pas identifiés ; l'appel d'offres auprès des clients aurait dû se dérouler entre juillet et octobre, pour une décision en décembre 2010. En octobre 2010, l'un des actionnaires repousse le projet d'un an, en déclarant qu'aucune décision ne sera prise avant 2011.
Avec du gaz naturel abondant dans différentes régions du globe, et des difficultés économiques en Europe de l'Ouest, l'avenir de ce projet est incertain. En mai 2011, le projet est à nouveau reporté de deux ans.
Le groupe industriel français GDF Suez a annoncé le 28 mai 2013 avoir conclu un accord avec l’autrichien OMV pour reprendre 9 % de sa participation dans le gazoduc Nabucco West. OMV a racheté la participation de l’allemand RWE en avril 2013.
Nabucco International est la société mère des 5 compagnies nationales Nabucco, dont la mission est d’opérer et entretenir le gazoduc dans chacun des pays de transit.

## Tracé
À l'origine, le tracé prévu en 2002 devait relier les pays consommateurs européens à l'Iran, la deuxième réserve mondiale de gaz après la Russie. Le pipeline devait s'étendre sur 3 300 km en passant par les principaux pays promoteurs qui pouvaient ensuite faire le lien avec l'Europe de l'Ouest.
Le projet Nabucco ayant gagné en importance politique depuis la crise entre la Russie et l'Ukraine de 2006, le tracé a lui aussi connu un changement majeur et paradoxal.
Les Européens et les Américains qui ont eu l'idée de la diversification des importations ont vu en l'Iran et sa capitale une image négative à propos de son programme nucléaire et de son instabilité.
La principale source de fourniture en gaz du gazoduc est alors écartée du projet temporairement et n'est considérée que comme un fournisseur potentiel. Ce sont alors les pays limitrophes de la mer Caspienne qui sont un enjeu majeur pour le projet Nabucco, on peut citer l'Azerbaïdjan et le Turkménistan. Mais l'Union européenne compte aussi sur les pays du Proche et Moyen-Orient pour augmenter les volumes de gaz dans le pipeline, avec la potentielle participation de l'Irak et de l'Égypte. Ces deux catégories de pays possèdent à eux tous des ressources en gaz comparables à celles de la Russie mais avec l'avantage de proximité géographique qui est intéressante pour l'Europe.
Avec ces changements, le coût et l'étendue du gazoduc Nabucco s'élèvent, le prix est supérieur à 8 milliards d'euros avec un pipeline de plus de 3 800 kilomètres, il se pose alors le problème de sa réalisation car l'incertitude est très présente au sein du projet et il manque d'investisseurs.
Quoi qu'il en soit, le tracé n'évolue que du côté des fournisseurs, la position des promoteurs et des clients du gazoduc Nabucco n'a pour le moment pas bougé et concerne toujours un passage de 2 000 kilomètres par le nœud central qu'est le territoire de la Turquie, pour ensuite traverser la Bulgarie, la Roumanie, la Hongrie et l'Autriche. Le point final de la plate-forme de distribution serait basé en Autriche à Baumgarten pour rejoindre ensuite le réseau d'Europe centrale et de l'ouest.  
Nabucco avait une longueur initiale de plus de 3 000 km. Il était à courir à partir de la frontière orientale de Turquie via la Bulgarie, la Roumanie et la Hongrie à Baumgarten an der Mars, un pôle majeur de gaz naturel en Autriche.
La version raccourcie de projet initial, Nabucco West est de commencer à partir de la frontière turco-bulgare pour suivre à la suite l'itinéraire initial du Nabucco. Il aurait une longueur de 1 329 km avec les distances suivantes dans chacun des pays ci-dessous :
- Bulgarie : 424 km ;
- Roumanie : 475 km ;
- Hongrie : 383 km ;
- Autriche : 47 km.

L'entreprise polonaise de gaz PGNiG étudiait la possibilité de construire un lien à partir du gazoduc Nabucco en Pologne.
Le nouveau cout d’investissement en capital n’a pas été révélé. Néanmoins, Reinhard Mitschek a déclaré vers fin de 2012 que le montant financier total nécessaire pour mettre en œuvre Nabucco West sera beaucoup moins que le niveau initial, envisagé a 7,9 milliards d’euros.
Le projet Nabucco-West a une capacité de 10 milliards de mètres cubes (350 milliards de pieds cubes). Cette capacité sera portée à 23 milliards de mètres cubes / an à compenser l'augmentation prévue de la demande. Nabucco West offrira 50 % de sa capacité de transport à des tiers en dehors des actionnaires.
Sur le territoire de l'UE, le gazoduc échappera la règle de l'accès des tiers réglementé, y compris la réglementation des tarifs, pour 25 ans.

## Accords
Les préparatifs pour le projet Nabucco ont commencé en février 2002, lorsque les premières discussions ont eu lieu entre OMV (Autriche) et BOTAŞ (Turquie). En juin 2002, cinq entreprises (OMV d'Autriche, MOL Group de Hongrie, Bulgargaz de Bulgarie, Transgaz de Roumanie et BOTAŞ de la Turquie) ont signé un protocole d'intention pour la construction du gazoduc Nabucco. Le protocole a été suivi par la signature en octobre 2002 d'un accord de coopération.
La signature de l'accord intergouvernemental du 13 juillet 2009. La Commission européenne est à l'origine de cet événement qui doit assurer une meilleure stabilité du projet.
C'est cet accord qui marque le véritable développement de Nabucco. D'après le président de la Commission européenne, José Manuel Durão Barroso, présent lors de la signature, l'accord, montre que ce projet est prêt à devenir une réalité aussi vite que possible.
Cet accord signé à Ankara, la capitale de la Turquie, concerne les cinq pays où sera installé le gazoduc et s'appuie sur leur accord politique mais aussi leur acceptation d'adopter des règles communes afin de définir un cadre juridique unique au sein du projet. Les conditions d'usage du gazoduc étant fixées, cela rend la situation plus claire. Les importateurs et exportateurs de gaz du pipeline Nabucco s'adresseront ainsi à un interlocuteur unique, la compagnie Nabucco gas pipeline international.
Cet accord a respecté la législation de tous les pays signataires et a permis une entente entre les pays selon les exigences de chacun.
Selon la Commission européenne, la prochaine étape serait d'établir des contrats avec les pays fournisseurs concernant la capacité d'exportation. Les engagements d'importations entre les pays vendeurs et les pays acheteurs sont dans cette perspective une condition pour attirer les investisseurs et donc parvenir au financement du projet.
En mai 2012, le consortium Nabucco a soumis une proposition Nabucco-West au consortium Shah Deniz. Le 10 janvier 2013, le Nabucco International et les partenaires de Shah Deniz ont signé un accord de financement. Selon l'accord, les partenaires de Shah Deniz vont prendre une participation de 50 % dans le projet lorsque Nabucco West est choisi comme la voie d'exportation pour le gaz de Shah Deniz.
Le 3 mars 2013, Nabucco International a signé un protocole d'entente avec le consortium TANAP. 
Les consortiums Shah Deniz et TANAP ont également signé des accords similaires avec les actionnaires du gazoduc Trans Adriatic Pipeline (TAP), rival direct de Nabucco West.

## Avenir du projet
En dépit de l'effort fait par la Commission européenne le 13 juillet 2009 pour booster le projet Nabucco, celui-ci subit un essoufflement depuis l'arrivée du projet concurrent russo-italien South Stream. Pour contrer cette avancée et améliorer sa fiabilité, le projet Nabucco se modernise et diversifie encore plus ses fournisseurs mais en parallèle augmente nettement son coût de construction pouvant atteindre 15 milliards de dollars. Sa position face à South Stream n'encourage en outre pas vraiment les investisseurs à financer le projet. La Russie a en effet devancé ce projet en tentant de le vider de ses sources d'approvisionnement.
Un des problèmes majeurs du projet Nabucco est la fiabilité des pays fournisseurs puisque aucun contrat sur les capacités d'exportation n'est établi, il ne s'agit que de la parole des gouvernements.
Les principaux fournisseurs possibles de Nabucco sont l'Azerbaïdjan et le Turkménistan, cependant les deux, qui prévoyaient de fournir 8 et 10 milliards de mètres cubes par an au gazoduc se sont tournés un peu plus vers d'autres acheteurs. En effet, à partir de 2008 des accords d'association avaient été établis mais sans aucune perspective concrète de construction du gazoduc, c'est donc encore  l'incertitude qui fait obstacle au projet.
L'Azerbaïdjan se tourne en effet vers South Stream en 2009 en lui accordant un accès prioritaire à son gaz provenant du plus grand gisement du pays, le champ Shah Deniz. Pour le Turkménistan celui-ci a alloué une très grande quantité annuelle de gaz à la Chine, ce qui limite le gaz disponible pour Nabucco.
Les pays fournisseurs de Nabucco font en quelque sorte marche arrière, il reste la solution des pays du Moyen-Orient avec l'Iran, l'Irak et l'Égypte mais ici c'est l'Union européenne qui est réticente à cause de leur instabilité. L'Iran est mis de côté à cause de sa politique nucléaire, l'Irak à cause de sa situation politique en crise, et l'Égypte à cause de sa situation géographique, pour une exportation de gaz égyptien le gazoduc doit traverser la Syrie qui est actuellement en pleine guerre civile.
D'autant qu'en juillet 2011 l'Iran a signé avec la Syrie et l'Irak un projet de gazoduc qui vient mettre définitivement fin a un accord dans le projet Nabucco.
Actuellement plusieurs incertitudes menacent toujours le projet Nabucco et compromettent son avenir. Il s'agit du problème sur le plan financier, et de la concurrence du projet South Stream et de la pression qui en résulte sur les pays fournisseurs de gaz et de transits du gazoduc. La position des pays acheteurs sera déterminante pour la finalisation de ces deux projets, chaque acteur a donc une place primordiale quant à l'avenir du marché du gaz en Europe.
Nabucco-West prévoit d’acheminer du gaz Azéri du gisement Shah Deniz II par l’entremise du gazoduc TANAP. Le gazoduc prévoit désormais l’acheminement de 10 – 23 milliards de mètres cubes par an provenant des gisements de Shah Deniz. OMV, un des actionnaires de Nabucco, a suggéré que Nabucco West pourra aussi transporter du gaz provenant de Domino-1, la sonde d'exploration en eaux de grande profondeur du secteur roumain de la Mer Noire. La Domino-1 a découvert un gisement de 42–84 milliards de mètres cubes de gaz de réserve, a-t-on annoncé en février 2012, équivalente à 3 à 6 fois la consommation annuelle de la Roumanie (3 mars 2020).
Nabucco Ouest qui hérite d'un tracé moins long et donc est devenu moins coûteux dépend de la décision de l'itinéraire d'exportation de gaz par le consortium Shah Deniz, qui contrôle le gisement de gaz de Shah Deniz II, en Azerbaïdjan, et qui doit annoncer d'ici fin juin son choix entre Nabucco et le projet rival, TAP (Trans Adriatic Pipeline). S'il est construit, Nabucco-Ouest devrait être opérationnel d'ici 2018.
De sa part le ministre de l’énergie et de l’industrie, Natik Aliyev dit que le choix de l’Azerbaïdjan entre deux projets de gazoduc en vue d’acheminer du gaz azéri vers l’Europe doit se concentrer sur l’obtention des conditions commerciales les plus solides.
Le consortium du gisement de gaz de Shah Deniz II a finalement retenu, le 28 juin 2013, le gazoduc transadriatique pour acheminer le gaz de la frontière turque à l'Italie, en passant par la Grèce et l'Albanie, écartant ainsi Nabucco Ouest.
Le projet de gazoduc Qatar-Turquie prévoit de lui être relié.
Le projet de gazoduc Iran-Irak-Syrie serait un concurrent du Nabucco.

### Lectures approfondies
- Samuele Furfari, Le monde et l'énergie: enjeux géopolitiques, 2007
- Viviane du Castel, Le gaz, enjeu géo-économique du XXIe siècle: L'exemple de l'Europe, 2011